# Вена ди Мајда (Катанцаро)
Вена ди Мајда је насеље у Италији у округу Катанцаро, региону Калабрија.
Према процени из 2011. у насељу је живело 879 становника. Насеље се налази на надморској висини од 249 м.